# Uwały Północne
Uwały Północne (825; ros. Северные Увалы – Siewiernyje Uwały) – pasmo wzgórz w północnej części Niziny Wschodnioeuropejskiej. 
Uwały Północne ciągną się z zachodu na wschód, w poprzek Niziny Wschodnioeuropejskiej, w przybliżeniu wzdłuż równoleżnika 60°N, na długości około 600 km. Na zachodzie przechodzą w Wyżynę Galicką, na wschodzie łączą się z podnóżami Uralu Północnego. 
Uwały Północne stanowią pasmo falistych wzniesień (do 293 m n.p.m.). Zbudowane są z osadów polodowcowych i fluwioglacjalnych z wychodniami skał podłoża w wyższych miejscach. Są pokryte głównie lasami iglastymi, w dużej części zabagnione. 
Uwały Północne stanowią dział wód między zlewnią Wołgi (Wiatki i Kamy) w zlewisku Morza Kaspijskiego na południu a zlewniami Dwiny i Peczory na północy.